# Ignacio Aldecoa

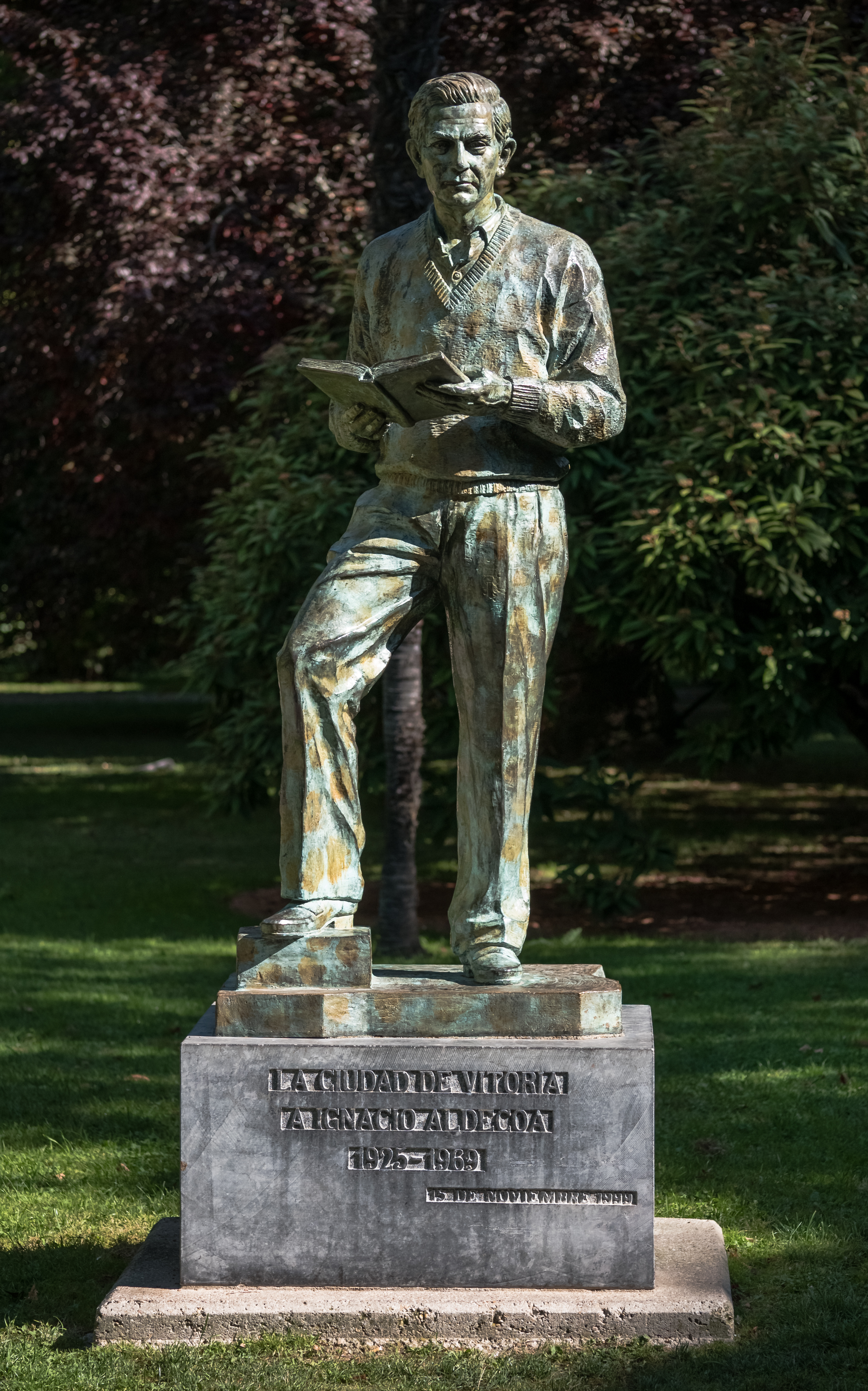
Statue von Ignacio Aldecoa Im Park de la Florida (Vitoria-Gasteiz)

Ignacio Aldecoa (* 24. Juli 1925 in Vitoria-Gasteiz; † 15. November 1969 in Madrid) war ein spanischer Schriftsteller.

## Leben
Ignacio Aldecoa wuchs in einem bürgerlichen Elternhaus in der baskischen Stadt Vitoria auf. Nach dem Abitur am Colegio Santa María der Marianisten begann er 1942 ein Studium der Philosophie und Literatur an der Universität Salamanca. 1945 wechselte er an die Universität Complutense Madrid, wo er neben  Jesús Fernández Santos, Rafael Sánchez Ferlosio, José María de Quinto, Alfonso Sastre auch die Schriftstellerin Josefina Rodríguez traf, die er 1952 heiratete.
Aldecoa gehört zur Schriftstellergeneration der 50er, die den Bürgerkrieg nur als Kinder miterlebten und schrieb im neorealistischen Stil. Seine ersten Erzählungen erschienen in Zeitschriften wie La Hora, Juventud und Haz y Alcalá. Er veröffentlichte seine ersten Gedichtbände Todavía la vida (1947) und Libro de las algas (1949). Für seine Erzählung Seguir de pobres erhielt er 1953 den Preis der Zeitschrift Juventud. Im Jahr 1954 belegte sein Roman El fulgor y la sangre (dt. Glanz und Blut) den zweiten Platz beim Premio Planeta, sein Roman Gran Sol erhielt 1958 den Premio de la Crítica. Ignacioa Aldecoa starb 1969 in Madrid.

## Werke (Auswahl)
Erzählungen
- Arqueología. Relatos. Ediciones Rocas, Madrid 1961 (Colección Leopoldo Alas; 23).
- Caballo de pica. Taurus, Madrid 1961.
- El corazón y otros frutos amargos. Alianza, Madrid 1995, ISBN 84-206-4657-1 (Nachdr. d. Ausg. Madrid 1959).
- Cuaderno de Godo. Editorial Arion, Madrid 1961.
- Espera de tercera clase. Narraciones. Ediciones Puerta del Sol, Madrid 1955.
- Neutral corner. Lumen, Madrid 1962.
- Los pájaros de Baden-Baden. Editorial Cid, Madrid 1965 (Colección Altor; 46).
- Pájaros y espantapájaros. Bullon, Madrid 1963 (Generaciones juntas; 7).
- Santa Olaja de Acero y otras historias. Alianza Editorial, Madrid 1968.
- La tierra de nadie y otros relatos. Salvat Ediciones, Madrid 1970.
- Vísperas del silencio. Taurus Editorial, Madrid 1955.

Lyrik
- Todavía la vida. 2. Aufl. Floral de Alava, Alava 1981, ISBN 84-500-4760-9 (beigefügt: Libro de las algas).

Romane
- El aprendiz de cobrador. 1951.
- Glanz und Blut. Roman („El fulgor y la sangre“). Bachem Verlag, Köln 1961.
- Gran Sol. Roman („Gran Sol“). Verlag Marebuch, Hamburg 2007, ISBN 978-3-86648-057-5.
- Mit dem Ostwind. Roman („Con el viento solano“). Bachem Verlag, Köln 1963.
- Parte de una historia. Novela. Alfaguera, Madrid 2003, ISBN 84-204-8178-5 (Nachdr. d. Ausg. Madrid 1967).
- Los pozos. Roman (unvollendet).